# Otto Goetze (Mediziner)

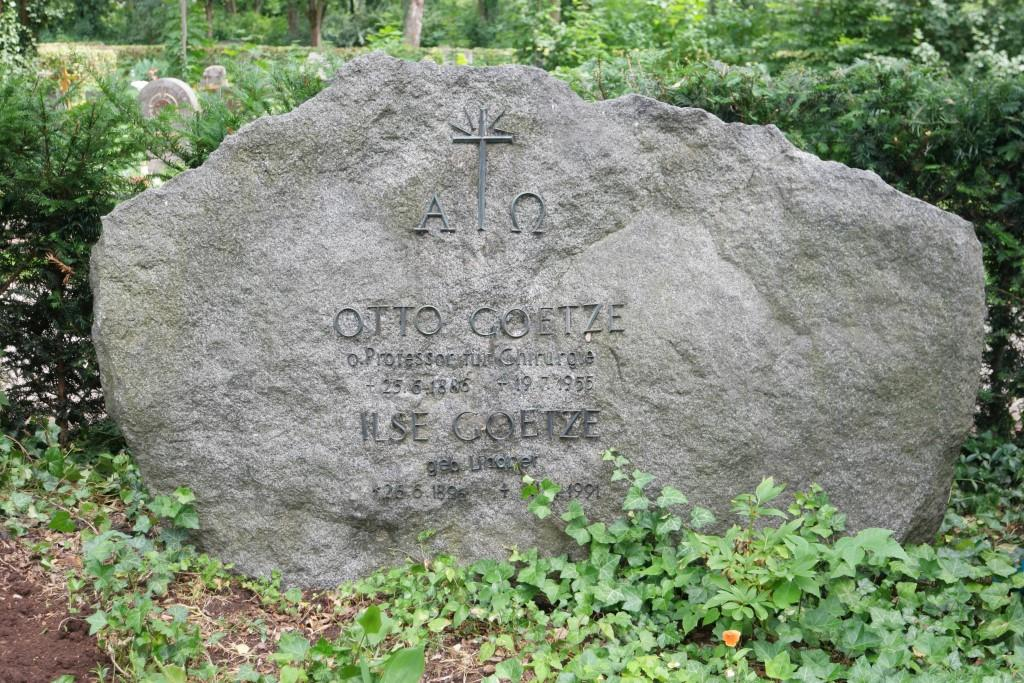
Grab von Otto Goetze auf dem Zentralfriedhof in Erlangen

Otto Goetze (* 25. Juni 1886 in Gevelsberg; † 19. Juli 1955 in Heidelberg) war ein deutscher Chirurg und Hochschullehrer in Erlangen.

## Leben
Nach dem Abitur am Stadtgymnasium Halle studierte Goetze auf Wunsch des Vaters zunächst ein Semester Architektur und Bauingenieurwesen an der RWTH Aachen. Dann wechselte er an der Georg-August-Universität Göttingen, der Friedrich-Wilhelms-Universität zu Berlin und der Königlichen Universität zu Greifswald zur Medizin. Im Greifswald diente er als Einjährig-Freiwilliger Arzt im Infanterie-Regiment „Prinz Moritz von Anhalt-Dessau“ (5. Pommersches) Nr. 42. Er bestand 1910 das medizinische Staatsexamen und wurde in Greifswald zum Dr. med. promoviert. Danach arbeitete Goetze am Diakonissenkrankenhaus in Duisburg, in der Inneren Abteilung des Städtischen Krankenhauses Stettin und am Pathologischen Institut des Krankenhauses Hamburg-Eppendorf. Als Schiffsarzt reiste er nach Amerika und rund um Afrika. 1913/14 volontierte er an der chirurgischen Klinik der Friedrichs-Universität Halle. Bei Beginn des Ersten Weltkriegs kam er als Arzt zum V. Seebataillon, später zum Marine-Lazarett in Kiel. 1917 kehrte er als stellvertretender Oberarzt in die Hallenser Chirurgie zurück. 1918 führte er das Pneumoperitoneum in die Diagnostik ein.
1919 habilitierte er sich über Zwerchfellhernien. Die Antrittsvorlesung hatte das Thema „Chirurg und Ingenieur“. Mit Victor Schmieden ging er 1921 an die Johann Wolfgang Goethe-Universität Frankfurt am Main. 1929 folgte er dem Ruf der Friedrich-Alexander-Universität Erlangen auf ihren Lehrstuhl für Chirurgie. Im selben Jahr wurde er Beratender Chirurg der Reichswehr. Im Juli 1933 initiierte er als Dekan der medizinischen Fakultät eine Loyalitätserklärung für das nationalsozialistische Regime, die von der gesamten Dozentenschaft unterzeichnet wurde. 1934 wurde er Förderndes Mitglied der SS. Zum 1. Mai 1937 trat er der NSDAP bei (Mitgliedsnummer 5.499.331). 1945 entlassen, wurde Goetze rasch wieder berufen. 1951/52 war er Rektor der Universität Erlangen. Als Kliniker war er Anfang der 1950er Jahre führend in der Chirurgie des kolorektalen Karzinoms. Wie 1933 in Erlangen leitete er 1953 in München die Tagung der Vereinigung der Bayerischen Chirurgen. 1953 wurde er zum Mitglied der Leopoldina gewählt. 1954 war er Präsident der Deutschen Gesellschaft für Chirurgie. Im selben Jahr wurde er mit 68 Jahren emeritiert.
Die Vereinigung der Bayerischen Chirurgen verleiht alljährlich den Otto-Goetze-Preis.

## Veröffentlichungen (Auswahl)
- Das Rektumkarzinom als Exstirpationsobjekt. Vorschläge zur sakralen und abdominosakralen Operation. In: Zentralblatt für Chirurgie. 1931, S. 1746 ff.
- Die abdominosakrale Resektion des Mastdarmes. In: Archiv für klinische Chirurgie. Band 206, 1944, S. 293 ff.
- Die Beurteilung der Babkock’schen Mastdarm-Exstirpation mit Erhaltung des Sphinkters ohne präliminare Kolostomie. In: Archiv für klinische Chirurgie. Band 264, 1939, S. 338 ff.
- Der Anus praeter peniformis. In: Der Chirurg. Band 2, 1950, S. 153 ff.
- Verletzungen der Brust. In: August Borchard, Victor Schmieden: Handbuch der Kriegschirurgie. 1937; 2. Auflage 1953.